# Федеральная служба разведки (Швейцария)
Федеральная служба разведки (нем. Nachrichtendienst des Bundes, фр. Service de renseignement de la Confédération, итал. Servizio d'informazione federale, романш. Servetsch d'infurmaziun da la Confederaziun, SRC) — главный орган разведки Швейцарской Конфедерации, созданный 1 января 2010 года путём слияния Службы анализа и предупреждения (нем. Zusammenführung des Dienstes für Analyse und Prävention) со Службой стратегической разведки (нем. Strategischen Nachrichtendienstes).
Информацией от Федеральной разведывательной службы пользуются федеральные департаменты (министерства) Швейцарии, в частности:
- Федеральный департамент обороны, гражданской защиты и спорта (DDPS)
- Федеральный департамент юстиции и полиции (FDJP)
- Федеральный департамент иностранных дел (FDFA)
- Федеральный департамент по экономическим вопросам (FDEA).

Информацию от SRC получает также руководство кантонов.
SRC поддерживает контакты с более чем 100 органами разведки, полиции и служб безопасности по всему миру, включая спецслужбы РФ.

## Цели и задачи
Круг задач Федеральной разведывательной службы определён федеральным законом Швейцарии о сфере деятельности и ответственности разведслужбы :
- ведёт сбор информации о других странах в аспектах, представляющих интерес для безопасности Швейцарии
- выполняет задачи разведки, касающиеся внутренней безопасности страны, в соответствии с законом;
- обеспечивает всестороннюю оценку угроз ситуации.

SRC внутри страны выявляет угрозы, связанные с терроризмом, разведкой против Швейцарии, экстремизмом и угрозами критически важной информационной инфраструктуре.
За рубежом SRC ведет сбор информации о терроризме, состоянии вооруженных сил, оперативной деятельности вооруженных сил Швейцарии за рубежом, а также распространении военных технологий и торговле оружием.